# Коршуново (Балезінський район)
Ко́ршуново (рос. Коршуново) — присілок в Балезінському районі Удмуртії, Росія.

## Населення
Населення — 135 осіб (2010; 138 в 2002).
Національний склад станом на 2002 рік:
- удмурти — 89 %